# Straat Bangka (Sulawesi)
Straat Bangka (Indonesisch: Selat Bangka) is een zeestraat in Indonesië in de provincie Noord-Sulawesi. Het water scheidt de eilanden Bangka en Talisei van Sulawesi. In de Straat Bangka liggen drie kleinere eilanden. De plaatsen Likupang, op Sulawesi, Talisei, op Talisei, Totohe en Kahuku op Bangka liggen aan de Straat Bangka.